# Черна (Вилча)
Черна (рум. Cerna) — село у повіті Вилча в Румунії. Входить до складу комуни Вайдеєнь.
Село розташоване на відстані 195 км на північний захід від Бухареста, 42 км на захід від Римніку-Вилчі, 95 км на північ від Крайови, 147 км на захід від Брашова.

## Населення
За даними перепису населення 2002 року у селі проживали 269 осіб, усі — румуни. Усі жителі села рідною мовою назвали румунську.